# خوليو خيمينيز رويدا
خوليو خيمينيز رويدا (بالإسبانية: Julio Jiménez Rueda)‏ هو دبلوماسي ومحامي وكاتب مكسيكي، ولد في 10 أبريل 1896 في مدينة مكسيكو في المكسيك، وتوفي بنفس المكان في 10 أبريل 1960.